# Чигник-Лагун (аэропорт)
Аэропорт Чигник-Лагун, также известный, как Аэропорт Чигник-Флэтс, (англ. Chignik Lagoon Airport), (ИАТА: KCL, FAA LID: KCL) — государственный гражданский аэропорт, обеспечивающий авиационные перевозки района Чигник-Лагун города Чигник (Аляска), США. Регулярные коммерческие рейсы в Аэропорт Кинг-Салмон выполняет местная авиакомпания Peninsula Airways (PenAir).

## Операционная деятельность
По данным статистики Федерального управления гражданской авиации США услугами аэропорта в 2008 году воспользовалось 566 человек, что на 5 % (538 человек) больше по сравнению с предыдущим годом. Чигник-Лагун включен FAA в Национальный план развития аэропортовой системы страны в качестве аэропорта, предназначенного для обслуживания авиации общего назначения.
Аэропорт Чигник находится на высоте 8 метров над уровнем моря и эксплуатирует одну взлётно-посадочную полосу:
- 4/22 размерами 552 x 18 метров с гравийным покрытием.

За период с 21 декабря 2007 года по 21 декабря 2008 года Аэропорт Чигник-Лагун обработал 1 800 операций взлётов и посадок самолётов (в среднем 150 операций ежемесячно), из них 61 % пришлось на рейсы аэротакси и 39 % составили рейсы авиации общего назначения.